# Centre històric de la Seu d'Urgell

Mapa del centre històric, en color més fosc.

El centre històric de la Seu d'Urgell o Nucli Antic correspon al perímetre de l'antiga ciutat emmurallada de la Seu d'Urgell, és a dir, el que s'estén entre el carrer de Sant Ot i el camí de Sota Palau, com diu el seu nom, sota el Palau Episcopal. La ciutat es bastí damunt una terrassa fluvial del riu Segre, que abans que es construís la muralla, el riu i el torrent de Santa Maria eren una defensa natural.
Cada any, el primer cap de setmana d'agost, al carrer Major i té lloc la festa major de la Mare de Déu de la Llet, també anomenada festa del carrer major o del nucli antic.

## Història
El nucli nasqué com un barri eclesiàstic de la ciutat vella del turó. Al nou barri, anomenat vicus Sedes Urgelli, s'hi construí la Catedral d'Urgell, que en fou el centre (Santa Maria del Vicus). A partir del 1200 comença a emmurallar-se aprofitant les sòlides construccions eclesiàstiques.
La nova vila, cresqué força menys per llevant, ja que la terrassa ho dificultava. Nasqueren el carrer dels Canonges, antigament de Santa Maria, el carrer Major, a partir de la plaça de la Vila, que es formà al lloc on establien contacte la vila vella i la nova.
Fins al segle xx, la població restà dins el recinte murallat. Un cop a terra, sorgiren ravals als camins de sortida, sobretot direcció Castellciutat i a la palanca del Segre, mentre que al portal de Cerdanya i Andorra s'hi construí poc. Per això es redactà un pla d'eixample, 1927, fet per Joan Bergós.

### Portals
- Portal de Cerdanya (on partia el camí ral de Cerdanya)
- Portal d'Andorra (on partia el camí cap Andorra)
- Portal de Trasdors (on partia el camí cap a Castellciutat)
- Portal de Soldevila o del Bisbe, (cap a la palanca del riu Segre)
- Portal Vell d'Andorra, antic portal substituït quan la ciutat cresqué cap al nord.

Cada portal era flanquejat per dues torres, a més d'altres que hi havia per refermar la muralla, almenys dotze. La muralla seguia el traçat del Segre i després seguia pel convent de Sant Domènec, el carrer de les Eres, el carrer de la Muralla, baixant fins al carrer de Josep de Calassanç i fins a la fi del carrer Major.

## Composició del centre històric
- Carrer Major
  - Les mesures de la bladeria
  - Portal d'Andorra (l'únic existent encara, connexió de carrer Major amb Carrer Canonges)
- Carrer dels Jueus
- Plaça Patalín
- Carrer Lluís Sabater, Carrer de Sant Agustí i Carrer Sota Palau
  - Biblioteca Sant Agustí
  - Parc del Segre
- Passeig Joan Brudieu
- Plaça dels Oms
  - Ajuntament de la Seu d'Urgell
  - Catedral de Santa Maria d'Urgell
  - Museu Espai Ermengol
  - Museu Diocesà d'Urgell
- Carrer de Sant Domènec
  - Sant Domènec
- Carrer dels Canonges
- Carrer de Ramon Llambart
  - Parc del Cadí
  - Plaça del Deganat
  - Deganat d'Urgell
- Carrer Portal de Cerdanya
  - Portal de Cerdanya
- Pati Palau
  - Placeta de Sant Roc
  - Bisbat d'Urgell
- Carrer de Sant Josep de Calassanç
  - Parròquia de Sant Ot
- Carrer dels Jueus